# Скорупский, Максим Антонович
Макси́м Анто́нович Скору́пский (укр. Максим Антонович Скорупський, псевдоним Макс) (15 августа 1915, село Антоновцы, Волынская губерния — 20 декабря 1981, Трентон, США) — старшина УПА, связной с УСС, писатель.

## Биография
Родился в семье малоземельного крестьянина. Окончил ремесленную школу в Вишневцах и агрономо-лесную школу (теперь Кременецкий лесотехнический колледж) в Белокринице. Работал агрономом в имении «Княжина».
В декабре 1939 перешёл в немецкую зону оккупации, в Кракове вступил в ОУН, служил в «Веркшутц» (вспомогательная полиция генерал-губернаторства Польша). С 1940 работал в Третьем рейхе, в «арбайтдинсте», выполнял задания партии. После раскола в ОУН остался на стороне Андрея Мельника.
После начала нацистской оккупации Украины был районным проводником и пропагандистом ОУН-М в Вишневце.
С 1 мая 1943 в Кременецком отряде ОУН (м) под командой «Хрена» (Николая Недзведского), взводный, участвовал в убийстве экзарха Алексия Громадского.
В ночь с 2 на 3 мая 1943 года принимал участие в атаке на деревню Куты. Погибли по меньшей мере пятьдесят три поляка.
В июле 1943 перешёл в Дубенский курень УПА-ОУН, сотенный.
Курень «Макса» в ночь 5 августа 1943 принимал участие в атаке на село Панская Долина в Дубненском районе. Село было крупной базой самообороны. Её разбить не удалось. После 4 часов боев на рассвете УПА отступила, потеряв несколько человек убитыми и ранеными. С польской стороны были ранены один член самообороны и несколько женщин и детей.
30 декабря 1943 сотня УПА «Макса» атаковала Берестечко. Сначала она при поддержке трех пушек калибра 76 мм атаковала польских полицейских в особняке Наречин близ города, заставив их отступить в Берестечко. Тогда уповцы окружили город и обстреляли его из пушек и пулемётов, убив несколько человек.
С марта 1944 куренной УПА-Юг на Кременетчине.
28 февраля 1944 состоялась совместная операция 4-го полка дивизии СС «Галичина» и УПА по уничтожению польской деревни Гута Пеняцка во Львовской области. В результате нападения были убиты и сожжены около 1200 мирных жителей этого населённого пункта, включая женщин и детей, ещё 160 человек спаслись. Были также сожжены сотни домов. Отрядом УПА, участвовавшим в операции, лично руководил бывший полицай М. А. Скорупский, который (согласно польским данным) повторно применил полученный опыт при уничтожении населения в Подкамене.
Во время рейда в приграничные районы Галиции 14 марта 1944 года курень «Макса» вступил в перестрелку с немецким патрулем. Несколько уповцев оказались в немецком плену. Были проведены переговоры. Пленные были освобождены с предложением о прекращении огня. Вскоре после этого курень «Макса» совместно с немецким учебным батальоном капитана Хоппе принял участие в боях против советских партизан. Возможно, что Служба безопасности ОУН за переговоры с немцами намеревалась казнить «Макса», но он (догадываясь о своей судьбе) дезертировал после получения повестки о явке в Службу безопасности ОУН.
В мае 1944 года переехал на Запад. После войны был связным ОУН и американской разведки. В 1950 эмигрировал в США, стал церковным и общественным деятелем, председатель ОГВУ, полевой проводник ОУН в США.

## Публикации
- Скорубский М. А. Туда, где бой за свободу. Изд-во им. Е. И. Телиги, 1992. — 351 с.